# ایستگاه متروی کنینگتون
ایستگاه متروی کنینگتون (انگلیسی: Kennington tube station) یکی از ایستگاه‌های خط شمالی متروی لندن است.
این ایستگاه که در منطقه سات‌ارک لندن قرار دارد در سال ۱۸۹۰ میلادی تأسیس شده‌است.